# Кейс

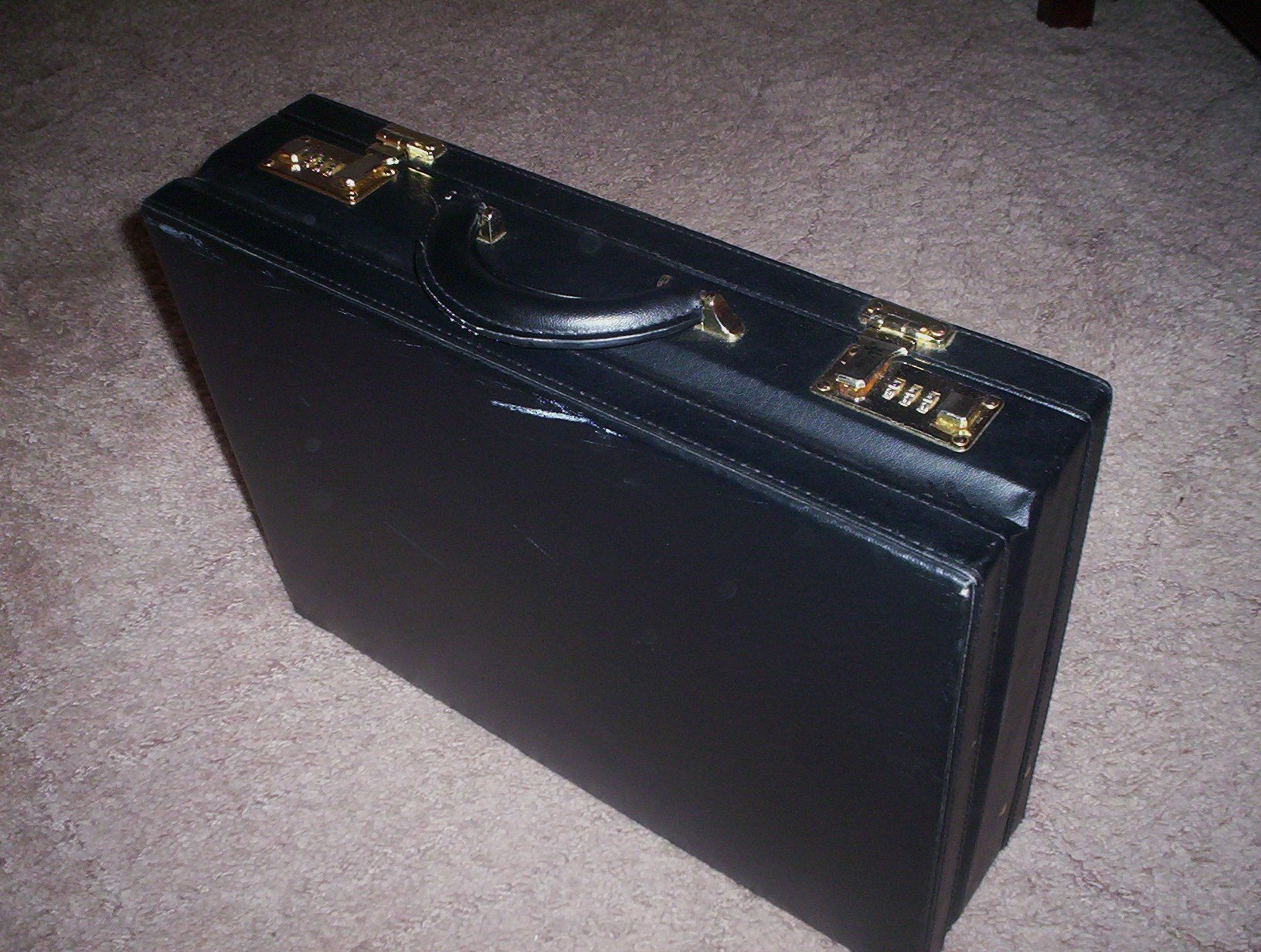
Кейс

Кейс (англ. case), або дипломат — це ділова сумка або портфель, має схожість з невеликою валізою. Зроблений з вінілу або шкіри.
Використовується бізнесменами, фахівцями для перенесення важливих документів, грошових сум і дорогого майна, яке не повинно бути пошкоджено (пом'яте) при транспортуванні.
Дипломат може мати засоби обмеження доступу у вигляді замочків з ключиками та/або кодових замків, сигналізацію (спрацьовує, зазвичай, при вийманні штекера, що кріпиться до петлі, яка носиться на зап'ясті, з гнізда, розташованого на корпусі). Кейс, крім ручки, може мати плечовий ремінь. Розміри сучасних дипломатів підігнані під стандартний розмір паперу (А3).